# Clã Ohara
O Clã Ohara é um antigo Clã do Japão, que inicialmente era composto basicamente por 2 ramos:

## Ramo Ohara deŌmi
Tendo como origem o Uda Genji era um ramo do Ōmi Genji (Clã Sasaki) .
Sasaki Nobutsuna foi o pai de Ohara Shigetsuna o primeiro a usar o nome Ohara, nome retirado do ao local onde firmou residência , no Condado de Sakata, na Província de Ōmi.
Após a morte de seu pai (1242), no Período Kamakura, seu irmão Sasaki Yasutsuna recebeu as terras e os cargos deste como herança. Iniciou-se um conflito de interesses entre os descendentes de Shigetsuna e Yasutsuna que se desenrolou até a proclamação do Hōkō shū no Período Muromachi.

## Ramo imperial
Descendentes do Imperador Bidatsu